# Црква Вазнесења Господњег у Змињаку
Црква Вазнесења Господњег у Змињаку, насељеном месту на територији Града Шапца, припада Епархији шабачкој Српске православне цркве.

## Историја
Споменик културе је вредно дело највероватније архитекте Светозара Ивачковића и његових сарадника и представља карактеристичан пример храмова грађених у стилу ханзенатике у Србији с краја 19. века. Црква је подигнута у временском интервалу од 1890. до 1896. године. О години изградње сведочи исклесан натпис на мермерној плочи постављеној на зиду припрате, изнад главног улаза. Подигнута о трошку црквеном, заузимањем свештеника Рајка Савића и Димитрија Павловића и тутора Николе Ракића из Змињака. Осветио ју је Епископ Шабачки Димитрије 1899. године.
Објекат је пројектован и сазидан у стилу ханзенатике који је у то време био владајући стил у црквеној архитектури Србије и средње Европе. Основа је крстообразна са куполом на пресеку кракова крста, а плитка олтарска апсида у основи тространа. Западна фасада украшена је порталом и великом розетом изнад. Розета је изведена у камену са украсом у облику увијене траке. Портал је наткривен мањим тремом са два стуба спојена луком, изведеним у опеци. Стубови су исклесани у камену, имају базе и капителе. Стабло стуба је у горњим деловима декорисано паралелним вертикалним канелурама. На северној и јужној фасади су по један велики квадрифор, на олтарској апсиди три монофоре, а на куполи их је укупно осам. Сви прозорски отвори су лучно заведени. Посебно је обраћена пажња на декоративност северне и јужне квадрифоре. Обе су реализоване у камену, где је посебна пажња посвећена обради витких и високих стубића, који деле прозорски отвор на четири дела и који су између себе повезани у целину луцима. Све четири фасаде завршавају се забатима, чији облици сугеришу облик кровних равни грађевине. На пресеку кракова крста уздиже се изузетно складно уклопљена купола у масу целе грађевине. Постоље, тамбур и калота куполе просто израњају из грађевине тако да чине нераскидиву целину. Фасадне површине су украшене хоризонталним ужим и ширим пољима, која се наизменично смењују, и која подражавају средњовековни начин зидања у византијској средњовековној црквеној архитектури — наизменично смењивање редова камена и опеке.
Ентеријер овог споменика културе захваљујући својој крстообразној основи врло је простран и прегледан. Најпростији део је наос, изнад кога се уздиже купола, чија се конструкција директно ослања преко сводова на зидове грађевине. Свод је полубачваст. На западном делу је троделни простор који има тројаку улогу: мале припрате, простор за палионицу свећа и степеништа које води у галерију. Олтарска апсида је мањих димензија, изнутра је полукружна, а споља тространа. Две плитке нише на северној и јужној страни имају улогу проскомидије и ђаконикона.
Судећи по ктиторским натписима на појединим иконама, садашња иконостасна преграда настала је 1939. године. Преграда је дрвена, мањих димензија, са иконама које су дело, најмање тројице сликара. Већина икона на иконостасу је дело шабачког сликара Стојана Чалића. Престоне иконе Исуса Христа и Богородице вероватно су сачуване са старог иконостаса и уз промену димензија постављене на садашњи иконостас.